# Jennifer Robertson
Jennifer Robertson, née le 24 novembre 1971 à Vancouver (Canada), est une actrice et écrivaine canadienne. Elle est surtout connue pour son rôle de Jocelyn Schitt dans la comédie de situation Bienvenue à Schitt's Creek (2015–2020) diffusée à la CBC.

## Biographie
Jennifer Robertson est née le 24 novembre 1971 à Vancouver, Canada. Elle est la fille de Bob Robertson et Linda Cullen, duo de Double Exposure (en). Elle a un frère, Patrick, avec qui elle est élevée à Vancouver, Colombie-Britannique.

### Vie privée
Elle a une fille, Birdie, née en 2010, issue d'un précédent mariage.

## Carrière
Elle commence sa carrière d'actrice en 2001 dans un épisode de Destins croisés. Par la suite, elle tourne dans Point Blank (en) (2002), The Gavin Crawford Show (2002) et The Seán Cullen Show (2003).
Elle est remarquée pour son travail sur les séries This Hour Has 22 Minutes (2003–2004) et Comedy Inc. (2003–2010).
En 2004, elle écrit et joue le rôle principal du téléfilm To Die 4.
En 2005, elle joue dans les téléfilms  Des amours de sœurcières de Disney Channel et L'École des champions (téléfilm) (2005), puis dans Relative Chaos l'année suivante. En 2007, elle est présentatrice dans The 1/2 Hour News Hour (2007).
C'est en tenant le rôle de la femme du maire Jocelyn Schitt dans la série Bienvenue à Schitt's Creek (2015 - 2020) qu'elle est reconnue du grand public. Sa performance lui mérite une nomination pour le Screen Actors Guild Award de la meilleure distribution pour une série télévisée comique ainsi que quatre prix Écrans canadiens du meilleur rôle de soutien féminin.
Entre 2021 et 2023, elle tient l'un des rôles principaux de la série Ginny & Georgia de Netflix.

## Filmographie

### Cinéma

#### Longs métrages
- 2012 : Sassy Pants de Coley Sohn : Misty
- 2017 : Undercover Grandpa d'Erik Canuel : Mme Bouchard
- 2021 : Que souffle la romance (Single All The Way) de Michael Mayer : Lisa
- 2022 : Crawlspace de L. Gustavo Cooper : Députée Jordan Pacer
- 2022 : Hello, adieu, et nous au milieu (Hello, Goodbye, And Everything In Between) de Michael Lewen : Nancy

#### Court métrage
- 2016 : The Big Crunch de Dusty Mancinelli : Donna

### Télévision

#### Séries télévisées
- 2001 : Destins croisés (Twice in a Lifetime) : Jean
- 2002 : Point Blank : La maîtresse de maison
- 2002 : The Gavin Crawford Show : Alisson
- 2003 : The Seán Cullen Show : Betty
- 2007 : Hannah Montana : L'hôtesse de l'air
- 2007 : The 1/2 Hour News Hour : Jennifer Lange
- 2010 : Célibataire cherche (The Dating Guy) : Miss Tiffany / Golden Lab (voix)
- 2010 : Cra$h & Burn : Faith
- 2010 - 2011 : Degrassi : La Nouvelle Génération (Degrassi : The Next Generati) : Cece Goldsworthy
- 2010 - 2012 : Wingin' It : Angela Montclaire
- 2012 : La Petite Mosquée dans la prairie (Little Mosque on the Prairie) : Poppy
- 2012 - 2013 : Mr. D : Kate
- 2013 : Saving Hope, au-delà de la médecine (Saving Hope) : Becca
- 2013 : Nikita : Une journaliste
- 2015 - 2020 : Bienvenue à Schitt's Creek (Schitt's Creek) : Jocelyn Schitt
- 2017 : Disjointed : Susan
- 2021 : Family Law : Jeanette Gyurkovich
- 2021 - 2023 : Ginny & Georgia : Ellen Baker

#### Téléfilms
- 2005 : Des amours de sœurcières (Twitches) de Stuart Gillard : Illeana
- 2005 : Les cavaliers du sud du Bronx (Knights of the South Bronx) d'Allen Hughes : Une mère
- 2006 : La famille Frappa-Dingue (Relative Chaos) de Steven Robman : Lil Gilbert
- 2016 : Saint-Valentin pour toujours (Valentine Ever After) de Don McBrearty : Molly
- 2016 : Une vie rêvée (Holiday Joy) de Kirk D'Amico : Marcie
- 2022 : In Merry Measure de Paula Elle : Gretchen

## Prix et distinctions
| Année | Distinction                                  | Catégorie                                                 | Travail                    | Résultat   | Ref.   |
| ----- | -------------------------------------------- | --------------------------------------------------------- | -------------------------- | ---------- | ------ |
| 2004  | 8th Writers Guild of Canada Awards           | Best Comedy & Variety                                     | This Hour Has 22 Minutes   | Nomination |        |
| 2004  | 19th Gemini Awards                           | Best Writing in a Comedy or Variety Program or Series     | This Hour Has 22 Minutes   | Nomination |        |
| 2004  | 5th Canadian Comedy Awards                   | Television – Pretty Funny Writing – Special or Episode    | To Die 4                   | Nomination | [ 6 ]  |
| 2006  | 7th Canadian Comedy Awards                   | Best Performance by a Female – Film                       | Des amours de sœurcières   | Lauréat    | [ 7 ]  |
| 2006  | 7th Canadian Comedy Awards                   | Best Performance by a Female – Television                 | Comedy Inc.                | Nomination | [ 7 ]  |
| 2007  | 22nd Gemini Awards                           | Best Ensemble Performance in a Comedy Program or Series   | Comedy Inc.                | Nomination |        |
| 2016  | 4th Canadian Screen Awards                   | Best Supporting or Guest Actress, Comedy                  | Bienvenue à Schitt's Creek | Nomination | [ 8 ]  |
| 2018  | 6th Canadian Screen Awards                   | Best Supporting or Guest Actress, Comedy                  | Bienvenue à Schitt's Creek | Nomination | [ 9 ]  |
| 2019  | 7th Canadian Screen Awards                   | Best Supporting or Guest Actress, Comedy                  | Bienvenue à Schitt's Creek | Nomination | [ 10 ] |
| 2019  | 26e cérémonie des Screen Actors Guild Awards | Outstanding Performance by an Ensemble in a Comedy Series | Bienvenue à Schitt's Creek | Nomination | [ 11 ] |
| 2020  | 8th Canadian Screen Awards                   | Best Supporting or Guest Actress, Comedy                  | Bienvenue à Schitt's Creek | Nomination |        |
| 2020  | 27th Screen Actors Guild Awards              | Outstanding Performance by an Ensemble in a Comedy Series | Bienvenue à Schitt's Creek | Nomination | [ 12 ] |